# Liste der Baudenkmäler in Manching
Auf dieser Seite sind die Baudenkmäler in dem oberbayerischen Markt Manching zusammengestellt. Diese Tabelle ist eine Teilliste der Liste der Baudenkmäler in Bayern. Grundlage ist die Bayerische Denkmalliste, die auf Basis des Bayerischen Denkmalschutzgesetzes vom 1. Oktober 1973 erstmals erstellt wurde und seither durch das Bayerische Landesamt für Denkmalpflege geführt wird. Die folgenden Angaben ersetzen nicht die rechtsverbindliche Auskunft der Denkmalschutzbehörde.

## Baudenkmäler nach Ortsteilen

### Manching
| Lage | Objekt                                                         | Beschreibung | Akten-Nr.     | Bild                                                           |
| --- | -------------------------------------------------------------- | --- | ------------- | -------------------------------------------------------------- |
| Am Keltenwall 9; Ehemaliges Vorwerk; Leisenhart; Siedlungsring 8; Siedlungsring 22; Vorwerkstraße 20b (Standort) | Reste des Forts VIII der Festung Ingolstadt                    | Kalk- und Backstein, 1880; auf dem heutigen Sportparkgelände. | D-1-86-137-4  | Reste des Forts VIII der Festung Ingolstadt                    |
| Am Schloßberg 12 (Standort)                                                                                      | Evangelisch-lutherische Pfarrkirche, sogenannte Friedenskirche | Am Eingang des ehemaligen Forts VIII der 1880 errichteten Festung Ingolstadt, schlicht gestalteter, quadratischer Kirchenbau unter Wiederverwendung des Bruchstein- und Ziegelmaterials des Forts und unter Einbeziehung der ehemaligen Umgrenzungsmauern des Forts an der Süd- und Ostseite, mit rechteckigen Anbauten an der Süd- und Westseite, im Norden asymmetrischer Dreiecksgiebel mit Durchfahrt und in Maueröffnungen eingehängtem Geläut, von Olaf Andreas Gulbransson, 1957/58; mit Ausstattung. | D-1-86-137-15 | Evangelisch-lutherische Pfarrkirche, sogenannte Friedenskirche |
| Georg-Mathes-Straße 5 (Standort)                                                                                 | Wohnhaus                                                       | Zweigeschossiger Flachwalmdachbau mit reicher Fassadengliederung, Konsoltraufgesims und östlichem Eisenbalkon, zweite Hälfte 19. Jahrhundert. | D-1-86-137-2  | Wohnhaus                                                       |
| Mühlstraße 19 (Standort)                                                                                         | Wohnhaus der Mühle                                             | Dreigeschossiger Flachwalmdachbau mit Fassadengliederung, Neurenaissance, 1896, Betongussbalkone um 1950. | D-1-86-137-3  | BW                                                             |
| Schulstraße 2 (Standort)                                                                                         | Katholische Pfarrkirche St. Peter                              | Chorturmanlage mit Zeltdach, Chorraum im ehemaligen Langhaus mit Satteldach und erweitertem Langhausanbau nach Westen, ehemaliges Langhaus mit Netzrippengewölbe, Langhauserweiterung mit hölzerner Flachtonne, Chorturm spätromanisch, Chor spätgotisch, ehemaliges Langhaus um 1510 erhöht und gewölbt, Langhausneubau im Westen 1956/57, Turm 1956 aufgestockt; mit Ausstattung. | D-1-86-137-1  | weitere Bilder                                                 |

### Lindach
| Lage                  | Objekt             | Beschreibung                                                                                             | Akten-Nr.     | Bild |
| --------------------- | ------------------ | --- | ------------- | ---- |
| Lindach 17 (Standort) | Kapelle Maria-Hilf | Saalbau mit Satteldach, gerade geschlossenem Chor und Dachreiter, kleiner Vorbau, 1949; mit Ausstattung. | D-1-86-137-17 | BW   |

### Niederstimm
| Lage                                                   | Objekt                                              | Beschreibung | Akten-Nr.    | Bild           |
| ------------------------------------------------------ | --------------------------------------------------- | --- | ------------ | -------------- |
| Krammetsbichel, östlich der Brautlachbrücke (Standort) | Grenzstein des ehemaligen Pflegamtes Reichertshofen | Kalkstein, bezeichnet mit „1522“. | D-1-86-137-6 | BW             |
| Ortsstraße 37 (Standort)                               | Katholische Filialkirche St. Ignaz                  | Verputzter Satteldachbau mit Chorturm mit getrepptem Giebel und östlichem Sakristeianbau, Langhaus mit Flachdecke über Hohlkehle und eingezogener, kreuzgratgewölbter Chor, im Kern spätromanisch, wohl 13. Jahrhundert, Turmausbau 15. Jahrhundert, Barockisierung Ende 17. Jahrhundert; mit Ausstattung; Friedhofsmauer, verputzt, mit Kalksteinrelief des 13. Jahrhunderts und kleiner Nische mit Muttergottesfigur des 18. Jahrhunderts. | D-1-86-137-5 | weitere Bilder |

### Oberstimm
| Lage                                                                | Objekt                                                            | Beschreibung | Akten-Nr.     | Bild                                                |
| ------------------------------------------------------------------- | ----------------------------------------------------------------- | --- | ------------- | --------------------------------------------------- |
| Barthelmarktstraße 1 (Standort)                                     | Katholische Pfarrkirche St. Bartholomäus                          | Saalkirche mit Steilsatteldach, großer Giebelrosette, Chorapsis und seitlichem, über Anbau verbundenem Turm mit Treppengiebel, um 1965, Turm 19. Jahrhundert; mit historischer Ausstattung. | D-1-86-137-9  | Katholische Pfarrkirche St. Bartholomäus            |
| Donaufleck, südlich des Pulverl, westlich der Bahnlinie (Standort)  | Grenzstein des ehemaligen Pflegamtes Reichertshofen               | Kalkstein, 16. Jahrhundert. | D-1-86-137-7  | BW                                                  |
| Donaufleck, am rechten Ufer der Sandrach, bei der Brücke (Standort) | Grenzstein des ehemaligen Pflegamtes Reichertshofen               | Kalkstein, 16. Jahrhundert. | D-1-86-137-8  | Grenzstein des ehemaligen Pflegamtes Reichertshofen |
| Immelmannstraße 7 (Standort)                                        | Wandmalerei im Foyer des Offiziersheims der Max-Immelmann-Kaserne | Surrealistische Darstellung der Geschichte der Luftfahrt mit siebzehn historischen Modellen, von Edgar Ende und Lotte Schlegel, um 1961.                                                    | D-1-86-137-16 | BW                                                  |
| Nähe Manchinger Straße (Standort)                                   | Kapelle                                                           | Verputzter Satteldachbau mit Vorhalle und Schweifgiebel, 1822; mit Ausstattung. | D-1-86-137-10 | Kapelle                                             |

### Pichl
| Lage                        | Objekt                                | Beschreibung | Akten-Nr.     | Bild                                  |
| --------------------------- | ------------------------------------- | --- | ------------- | ------------------------------------- |
| Leonhardstraße 1 (Standort) | Katholische Filialkirche St. Leonhard | Verputzter Satteldachbau mit Chorturm mit oktogonalem Aufsatz, Zwiebelhaube und östlichem Sakristeianbau, Langhaus und eingezogener Chor mit Flachdecke über Hohlkehle, Chorturm im Kern gotisch, barock verändert, 17. Jahrhundert; mit Ausstattung. | D-1-86-137-12 | Katholische Filialkirche St. Leonhard |

### Westenhausen
| Lage                                              | Objekt                              | Beschreibung | Akten-Nr.     | Bild                                |
| ------------------------------------------------- | ----------------------------------- | --- | ------------- | ----------------------------------- |
| Kirchenweg 3 (Standort)                           | Katholische Filialkirche St. Helena | Verputzter Satteldachbau mit Chorturm mit Steilsatteldach und seitlichen Pultdachanbauten, Langhaus mit Flachdecke über Hohlkehle und eingezogener Chor mit böhmischem Kappengewölbe, Chorturm im Kern spätgotisch, Langhaus Mitte 19. Jahrhundert; mit Ausstattung. | D-1-86-137-13 | Katholische Filialkirche St. Helena |
| St.-Wendelin-Straße, südlich des Ortes (Standort) | Wegkapelle                          | Verputzter Satteldachbau, erste Hälfte 19. Jahrhundert. | D-1-86-137-14 | Wegkapelle                          |

## Abgegangene Baudenkmäler
In diesem Abschnitt sind Objekte aufgeführt, die früher einmal in der Denkmalliste eingetragen waren, jetzt aber nicht mehr existieren, z. B. weil sie abgebrochen wurden. Aktennummern in diesem Abschnitt sind ehemalige, jetzt nicht mehr gültige Aktennummern.

| Lage                                      | Objekt                     | Beschreibung              | Akten-Nr. | Bild |
| ----------------------------------------- | -------------------------- | ------------------------- | --------- | ---- |
| Oberstimm Manchinger Straße 21 (Standort) | Ehemaliges Kleinbauernhaus | 1. Hälfte 19. Jahrhundert |           | BW   |